# Slatina, Ub
Slatina (izvirno srbsko Слатина) je naselje v Srbiji, ki upravno spada pod Občino Ub; slednja pa je del Kolubarskega upravnega okraja.

## Demografija
V naselju živi 338 polnoletnih prebivalcev, pri čemer je njihova povprečna starost 43,1 let (42,4 pri moških in 43,8 pri ženskah). Naselje ima 146 gospodinjstev, pri čemer je povprečno število članov na gospodinjstvo 2,83.
To naselje je, glede na rezultate popisa iz leta 2002, večinoma srbsko, a v času zadnjih treh popisov je opazno zmanjšanje števila prebivalcev.
|  |

| Demografija | Demografija     | Demografija     |
| Leto        | Št. prebivalcev | Št. prebivalcev |
| ----------- | --------------- | --------------- |
|             |                 |                 |
|             |                 |                 |
|             |                 |                 |
|             |                 |                 |
| 1948        | 675             |                 |
| 1953        | 694             |                 |
| 1961        | 693             |                 |
| 1971        | 558             |                 |
| 1981        | 537             |                 |
| 1991        | 492             | 459             |
| 2002        | 462             | 413             |
|             |                 |                 |

| Etnična sestava po popisu iz leta 2002 | Etnična sestava po popisu iz leta 2002 | Etnična sestava po popisu iz leta 2002 | Etnična sestava po popisu iz leta 2002 | Etnična sestava po popisu iz leta 2002 |
| -------------------------------------- | -------------------------------------- | -------------------------------------- | -------------------------------------- | -------------------------------------- |
| Srbi                                   | Srbi                                   |                                        | 409                                    | 99,03%                                 |
| Jugoslovani                            | Jugoslovani                            |                                        | 1                                      | 0,24%                                  |
| Neznano                                | Neznano                                |                                        | 3                                      | 0,72%                                  |